# Vitesse spatiale
En astronomie, la vitesse spatiale est la vitesse de déplacement relative d'un astre par rapport au Soleil. Il s'agit d'un vecteur à trois composantes spatiales.

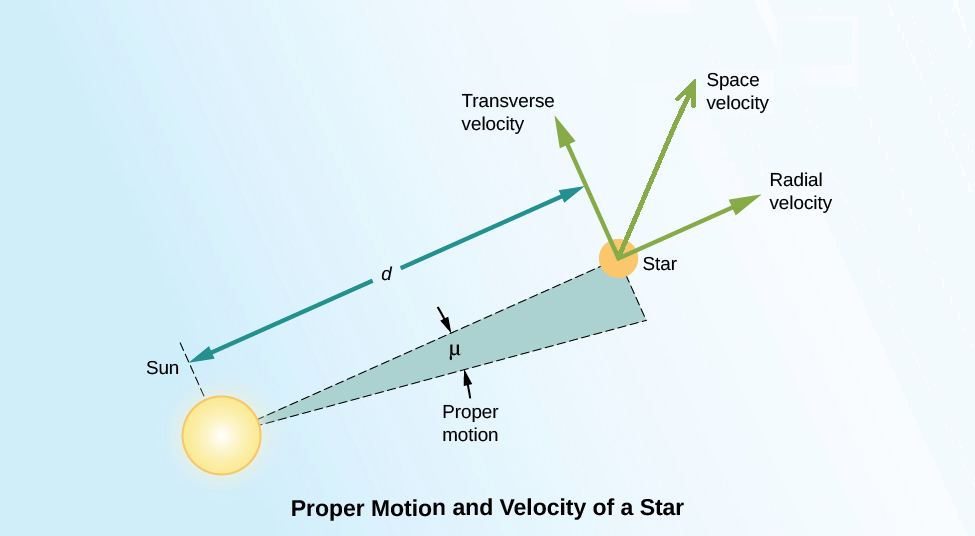
La vitesse transverse est déterminée en se servant de mouvement propre et de la distance.

## Définition
La composante de la vitesse de déplacement stellaire dans la direction de l'observateur (éloignement ou rapprochement), appelée vitesse radiale, peut être déterminée par spectroscopie en mesurant le décalage spectral provoqué par l'effet Doppler. La composante transverse, appelée mouvement propre, peut être obtenue en réalisant une série de relevés de position de l'étoile par rapport à des objets plus distants. Le mouvement propre est une vitesse angulaire, et pour déterminer les composantes transverses de la vitesse spatiale, il est nécessaire de connaître la distance. Lorsque la distance de l'étoile est déterminée par une méthode astrométrique telle que la parallaxe, ou par une autre méthode, la vitesse spatiale peut être calculée. C'est le mouvement vrai de l'étoile relativement au Soleil ou au référentiel au repos local (en anglais local standard of rest, ou LSR). Ce dernier est défini comme un repère accompagnant le Soleil dans son mouvement autour du centre galactique selon une orbite circulaire à la vitesse moyenne des étoiles proches ayant une faible dispersion des vitesses. Le mouvement du Soleil par rapport au LSR est appelé le « mouvement solaire spécifique ».
Les composantes de la vitesse spatiale dans le système de coordonnées galactiques de la Voie lactée sont habituellement désignées U, V et W, et données en km/s, avec U positif en direction du centre galactique, V positif en direction de la rotation galactique, et W positif en direction du pôle nord galactique. Le mouvement spécifique du Soleil par rapport au LSR est (U, V, W) = (10,00 ± 0,36, 5,23 ± 0,62, 7,17 ± 0,38) km/s.

## Utilisation
La notion de vitesse spatiale est essentielle dans le domaine de la cinématique stellaire et en particulier de la cinématique Galactique (où selon l'usage l'adjectif Galactique, avec un G capital, se rapporte à la Voie lactée).
La vitesse spatiale permet aussi de décrire le mouvement des galaxies les unes par rapport aux autres, par exemple dans le Groupe local.